# Armenia na Zimowych Igrzyskach Paraolimpijskich 2010
Armenia na Zimowych Igrzyskach Paraolimpijskich 2010 w Vancouver była reprezentowana przez dwoje zawodników, którzy nie zdobyli żadnego medalu. Był to czwarty występ tego państwa na zimowych igrzyskach paraolimpijskich (po startach w roku 1998, 2002 i 2006). 

## Wyniki

### Narciarstwo alpejskie
Mężczyźni
| Zawodnik        | Kategoria                | Wynik   | Pozycja | Źródło |
| --------------- | ------------------------ | ------- | ------- | ------ |
| Myher Awanesjan | slalom na stojąco        | 2:19,53 | 36      | [ 2 ]  |
| Myher Awanesjan | slalom gigant na stojąco | DNF     | DNF     | [ 3 ]  |

Kobiety
| Zawodnik      | Kategoria                | Wynik | Pozycja | Źródło |
| ------------- | ------------------------ | ----- | ------- | ------ |
| Gajane Usnian | slalom gigant na stojąco | DSQ   | DSQ     | [ 4 ]  |